# 列車
列車（、英: train）とは、イギリスでは、2両以上の鉄道用の車両が連結されたものでそのうち1両は機関車であるものか、あるいは（他の鉄道車両と連結されていない）（単独の）機関車とされており、日本においては、停車場以外の線路を運転させる目的で組成された一連の車両のことを指す。
列車はその目的、運転時期、使用動力車、性質などにより分類できる（#列車の種類）。
英語の「train トレイン」の語源は古フランス語の名詞の「train トラン」（男性形）や 「traine トレーヌ」 (女性形)である。これは古フランス語の「trahiner」という動詞から派生する。これは更にラテン語の「trahere」（＝引く、引っ張る）にたどり着く。

## 定義
列車の定義は国によって微妙に異なる。
（鉄道の歴史が長い）イギリスでは、1993年鉄道法83（1）条において、列車 (train) を「（a）2両またはそれ以上の鉄道車両が連結されたもので、少なくともそのうち1両は機関車であるもの、（b）他の鉄道車両と連結されていない機関車」と定義している（機関車方式が前提となった定義を掲載している）。なおOxford Dictionaryでは「機関車や（車両と）一体化したモータ群（integral motors）によって動かされる、一連の連結された鉄道車両や貨車」という定義を掲載しており、機関車方式以外も想定している。。
アメリカ合衆国のアッチソン・トピカ・アンド・サンタフェ鉄道の1948年の運行規程では列車を「客貨車の有無にかかわらず、1両またはそれ以上の機関車が連結されており、標識類が示されたもの」と定義していた。
日本においては国土交通省の定めた、2002年施行の鉄道に関する技術上の基準を定める省令第2条13項で、「停車場外の線路を運転させる目的で組成された車両をいう」とされている。日本では、「電車」という言葉で鉄道の線路を走る車両すべてを指すことがあるが、電車は本来は電力によって走行する鉄道車両のことを指しており、列車であるためにはどのような動力源を用いていてもよい。（日本では）専門的には、停車場（駅）の外の線路を運転させる目的で組成された車両のことを特に「列車」と呼び、同じ車両であっても運転させる目的をもたずに留置されているようなものは列車ではなく、単なる車両である。
（上述のイギリス、アメリカ、日本の法規や運行規定の定義で、三国とも同様だと判るが）、車両数に関係なく、動力車単独であっても「列車」となりうる。

## 編成
列車は複数の車両を連結して運転されることがあり、このことを「編成を組む」などと呼び、組み合わせた車両を指して編成と呼ぶ。編成には、列車として具備するべき前述の条件に加えて、動力装置、電源系統、サービス設備などの制約もある。
機関車が客貨車を牽引する動力集中方式の場合は、牽引定数が問題となる。列車ダイヤで定められた時刻を守って列車を運転するためには一定の速度以上で走行する必要があり、運転対象路線にある勾配と機関車の性能から、牽引する編成の重量は一定の範囲内に収まっている必要がある。編成の各車両に動力が分散している電車方式（動力分散方式）の列車では、運転を想定している路線の勾配に合わせて、動力車の比率（MT比）を決める必要がある。
列車暖房においては、蒸気暖房の時代には蒸気機関車またはそれ以外の機関車では蒸気発生装置から蒸気を供給して暖房を行っており、蒸気発生装置のない電気機関車・ディーゼル機関車では暖房を使えなかった。電気暖房においても、機関車に電気暖房用の送電設備、客車にそれに対応したヒーターが搭載されている必要があり、対応しなければ暖房を使えないという制約がある。冷房の面でも、冷房装置とそれに対応した電源がなければ冷房を使えない。
サービスの面では、必要に応じてグリーン車（一等車）などの優等車両と普通車の割合を決めて編成に連結する。現代では売店での食品販売や外食産業に押されて連結は減少しているが、供食設備として食堂車やビュフェ車が連結されることがある。優等車両や寝台車を連結するに際しては、特別料金を払っていない旅客がこうした車両内を通り抜けることを防止するために、編成の一端にまとめて優等車両や寝台車を連結したり、食堂車やロビーカーを間に挟んだりする対策が行われる。荷物車や郵便車は駅における取り扱い設備の配置の関係から、連結位置が決まっている。
線路容量や車両数の制約から、列車の分割・併合を行うことがある。列車が進行していく際に、輸送需要が低くなるにつれて一部の車両を切り離していく、あるいは輸送需要が高くなるにつれて車両を増結していくような運行の仕方（増解結）をすることがある。またはそうした切り離した車両が支線に直通して別の終着駅となる列車になっていたり、別の始発駅を出発して支線から直通してくる列車を増結したりする（多層建て列車）こともある。
初期の車両では、1両単位で電源や暖房などが独立した構成になっており、自由に連結・解放することができた。しかしそうした機器類にかかる費用を節約するため、走行に必要な機器類や空調電源などを編成全体でまとめて最適設計して各車両に配置する、固定編成という考えが生まれた。さらに基本編成と付属編成という組み合わせにして、輸送需要に応じて付属編成を切り離すといった運用が行われている。

## 列車の設定と運行

### 列車の運行計画

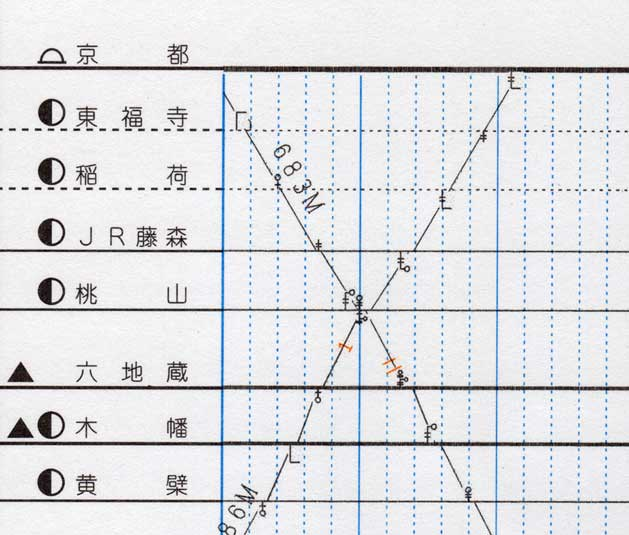
列車ダイヤ（ダイヤグラム）の例
（JR西日本奈良線）

列車の運行計画は、ダイヤグラム（列車ダイヤ）の形で立案される。
運行計画においてはまず、対象路線の輸送量を想定し、各種列車の輸送力を設定する。旅客列車の場合、乗車率（混雑率）が低いほど、旅客にとって座席を確保しやすくなってサービス上は好ましいが、乗車率が低いと輸送量に対し必要とされる車両数が増えることになり、鉄道事業者の運営コスト上は好ましくない。このバランスは競合する交通機関の状況を踏まえて決定される。
続いて列車の設定本数と区間を決定する。輸送量に応じて列車本数を調整したり、編成両数を増減したりする。また列車の運転する区間や異なる路線への直通列車の設定を検討する。列車本数が多い方が旅客にとっては利用しやすいが、回送などの非営業列車や貨物列車を含む線路容量や、車両運用との兼ね合いもある。
設定した列車の配列順序・出発時刻を決定する。利用者の利便性を考慮しつつ、線路容量や駅の発着番線の都合などを考えて、各列車の順序と時刻を決定する。そして各列車の使用車両の性能や線路の条件に応じて計算された基準運転時分に基づいて駅間の走行時間を決め、各列車の停車駅と停車時間を定めて列車の時刻を確定していく。こうした時刻を決定するにあたっては、各駅間の閉塞の条件、線路容量、駅の信号機の条件、車両の性能といった条件から決まる最短時隔を守る必要がある。
列車には、他の列車と区別するために、列車番号が与えられる。列車のおおよその性質を知ることができるような番号体系が定められており、運行管理上重要であることから、同一駅に同一番号の列車が発着しないようにされている。
列車の時刻決定と表裏一体のものとして、列車に乗務員および車両の割り当てを行う、乗務員運用計画および車両運用計画（運用）が作成される。乗務員や車両が循環して各列車に割り当たっていくことで、実際の列車の運行が行われる。

### 運行管理

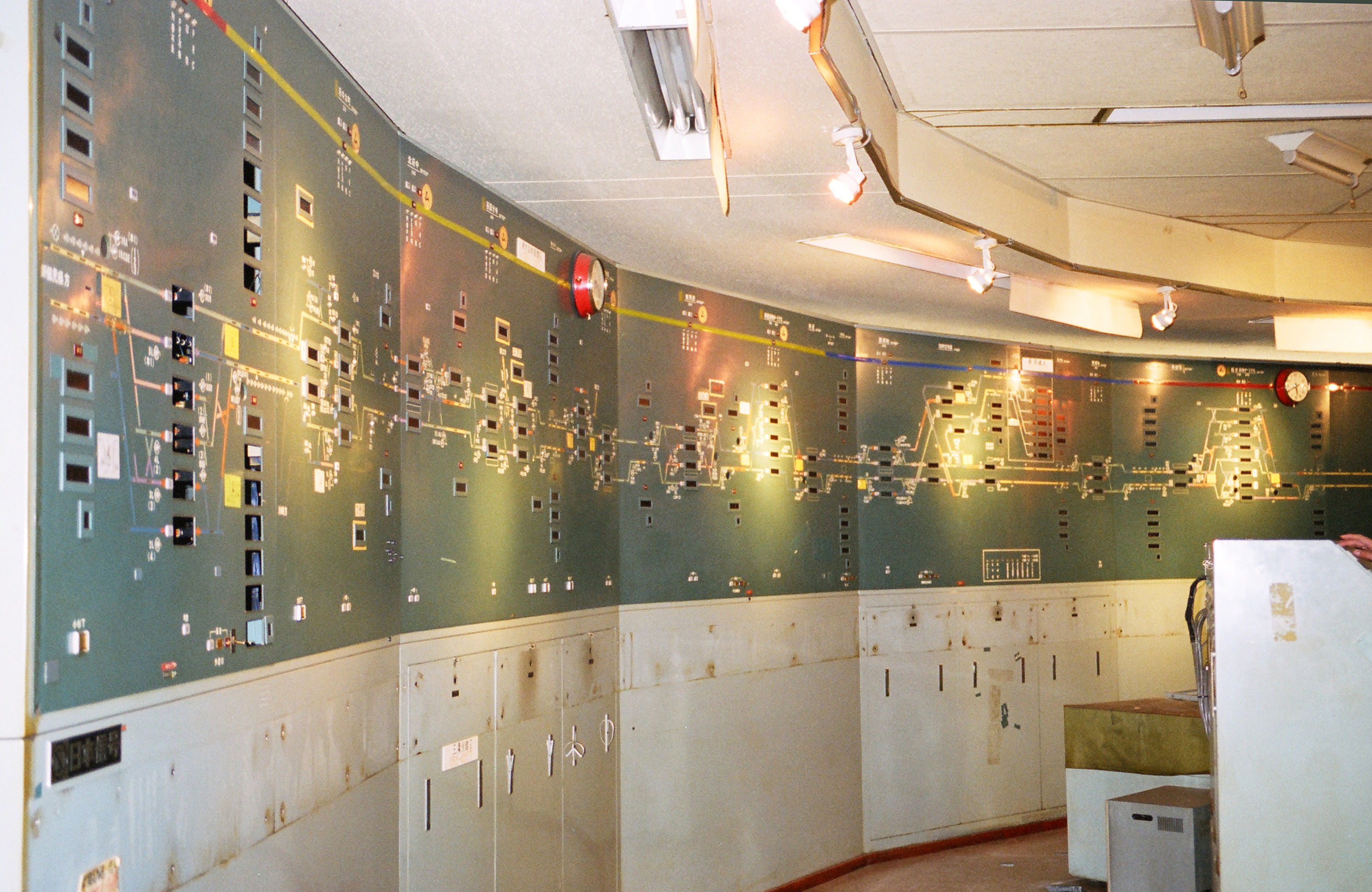
運転指令所から列車の運行管理が行われる。

列車の運転は、常に当初の計画通りに行えるわけではなく、何らかの原因で列車に遅れが生じることがある。そうした列車の運行状況を監視し、必要に応じて対応策を講じて正常な運転に復帰させるために運行管理が行われる。
元来は、中央の運転指令所から電話で各地の駅や列車と連絡を取って指示命令を行っていた。現代においては、列車集中制御装置 (CTC) の導入が進み、運転指令所から各駅の信号設備を遠隔制御して列車の運行を制御している。また運転指令所と列車の情報伝達には、列車無線が用いられるようになった。
CTCにおいても、列車の現在位置と列車ダイヤをもとに指令員が判断を行い、制御盤から信号を制御して列車の運行を管理していた。さらなる発展として、列車の運行状況をコンピューターを用いて自動的に追跡・監視し、あらかじめ入力された列車ダイヤのデータと照合して、自動的に運行管理を行う自動進路制御装置 (PRC) という装置が導入されるようになった。
列車ダイヤが乱れた際には、運転指令員が列車ダイヤや車両・乗務員運用計画の変更を行う。この作業のことを運転整理と呼ぶ。運転整理は、評価基準があいまいで難しく、制約が厳しいうえに大規模な組合せ最適化問題であるという、非常に難しい問題である。

## 列車の種類

### 用途目的による分類
用途目的による列車の分類として、運賃を徴収して一般の旅客貨物を輸送する営業用列車と、鉄道事業者の業務の都合上運転する事業用列車の区分がある。営業用列車はさらに、下記のようにいくつかに区分されている。

#### 旅客列車
旅客列車は、旅客（人）を乗せて運ぶ列車である。
長距離列車
都市や観光地など需要の集中する地点を結んで設定され、中長距離を移動する人の需要を主体に考えた列車である。所要時間の関係から夜行列車となる場合もある。場合によって特急列車、急行列車、準急列車などの優等列車として設定される。長距離列車は、旅客列車の中ではもっとも大きな収入源となる。
通勤列車
大都市圏を中心に、通勤輸送を担当する列車である。膨大な輸送需要と時間的な需要の変化が大きいことを特徴とする。鉄道旅客輸送が斜陽となっている国においても、大都市の通勤輸送に限っては鉄道の巨大な輸送力に頼らざるを得ない傾向がある。輸送力の整備に多大な費用が掛かるにもかかわらず、その設備が短時間しか稼働せず、しかも社会的な要請により割引率の高い運賃となっていることから、鉄道経営に与える負担が大きい。
団体専用列車
事前に申し込みを受け付けた団体の輸送のために運転される列車である。大口団体輸送と小口団体輸送に分けられ、大口団体の場合はそのために特別に列車を編成して臨時列車として運転するが、小口団体は一般旅客と混乗輸送となる。小口団体を何組も合わせて同一列車で輸送する集約臨時列車もある。
荷物列車
乗客の手荷物や小口荷物を扱う旅客列車の一種。荷物類は本質的には、貨物列車で運んでいる貨物と異なるものではないが、旅客の手荷物は旅客と一緒に輸送する必要があり、また小荷物類は速達の必要があることから、旅客列車に連結した荷物車で運ぶことになり、旅客輸送の一部であるとされてきた。しかし手小荷物の取扱量が増えると、その積み下ろしのために旅客列車を長時間停車させることはサービス上問題であり、輸送効率の点からも荷物車だけを集約した荷物列車を運行することになって、さらに貨物列車との差異は小さくなった。なお郵便車による郵便物輸送も同様の理由で旅客輸送の一部であるとされる。
観光列車
単なる移動手段でなく、乗車自体を観光目的とするサービス（豪華な内外装の車両・景色・食事など）を提供する列車。

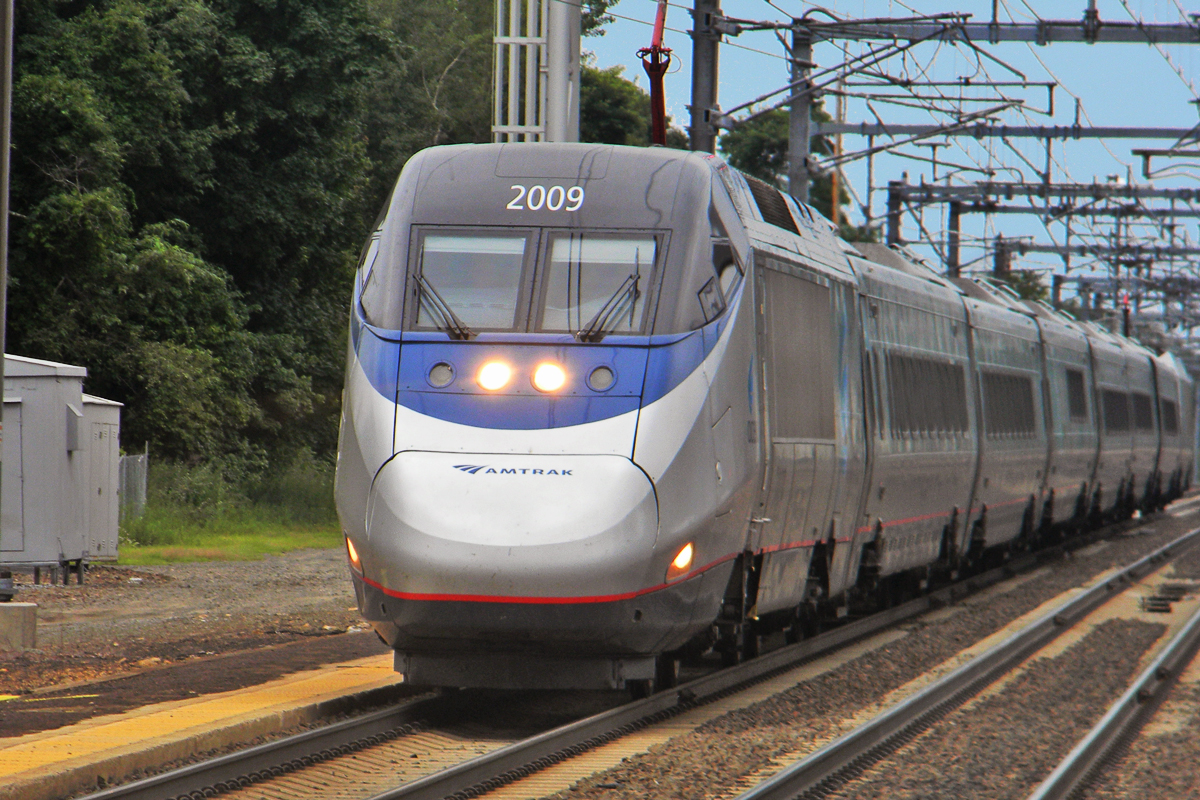
長距離列車の例：アメリカのアセラ・エクスプレス
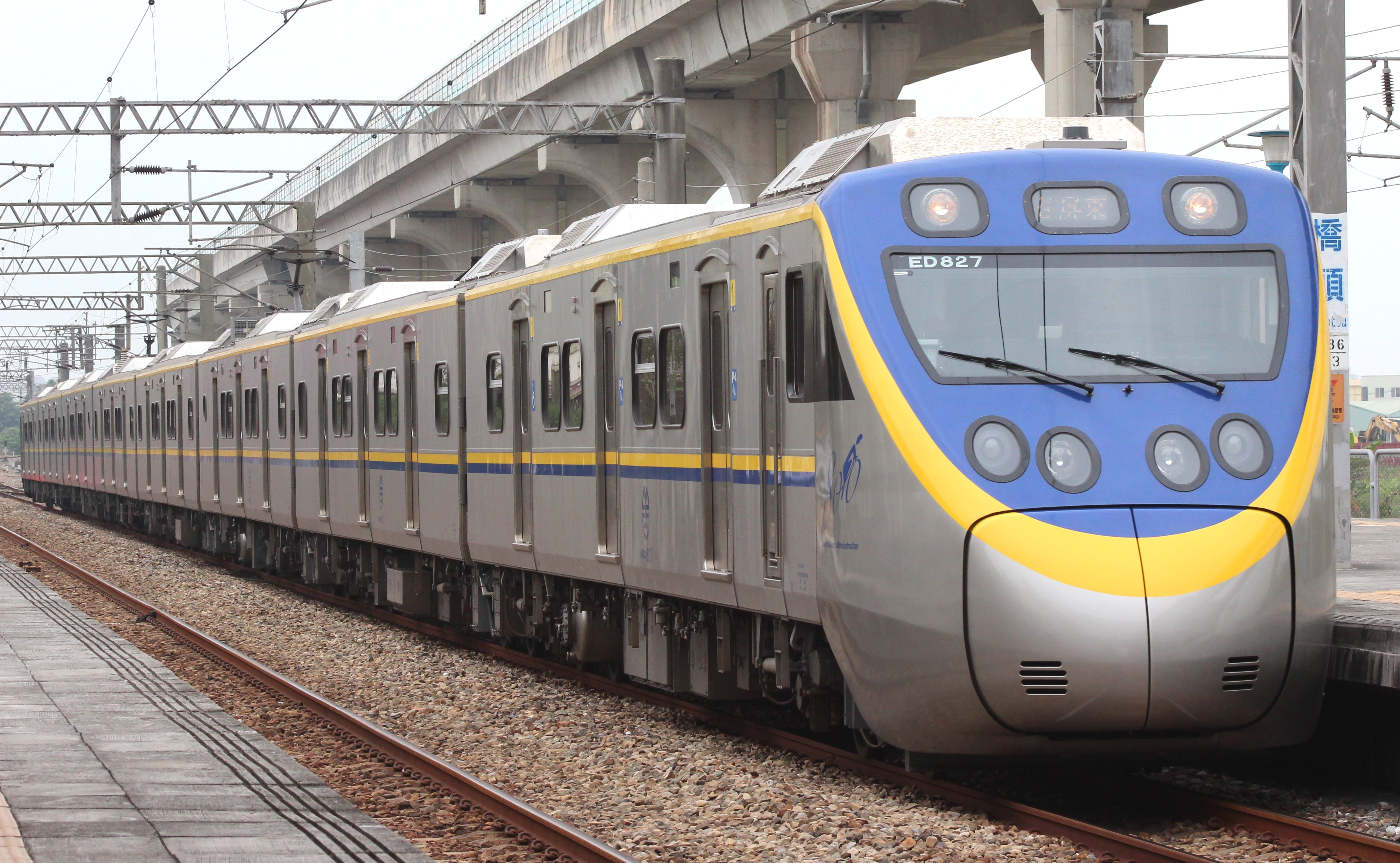
通勤列車の例：台湾の区間車
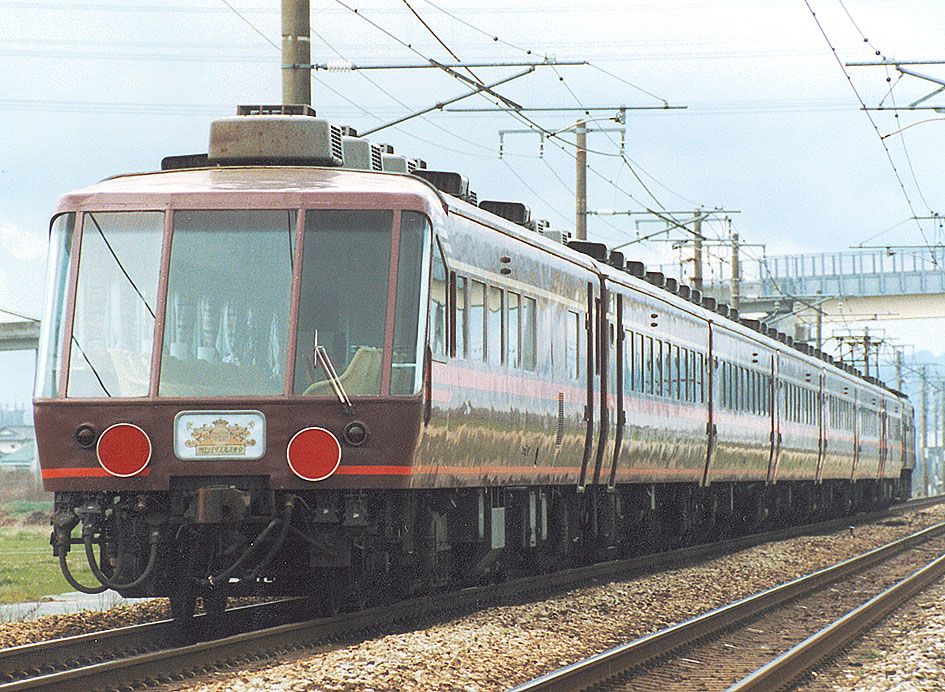
団体専用列車の例：日本のサロンエクスプレス東京
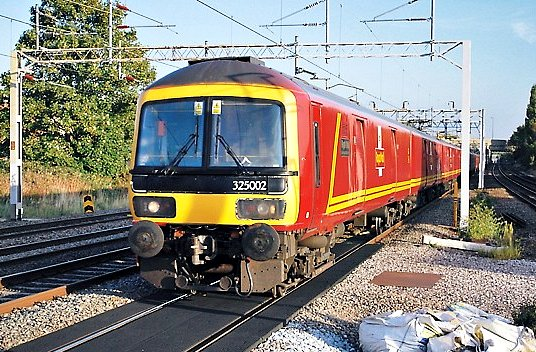
荷物列車の例：イギリスの325形郵便物輸送電車
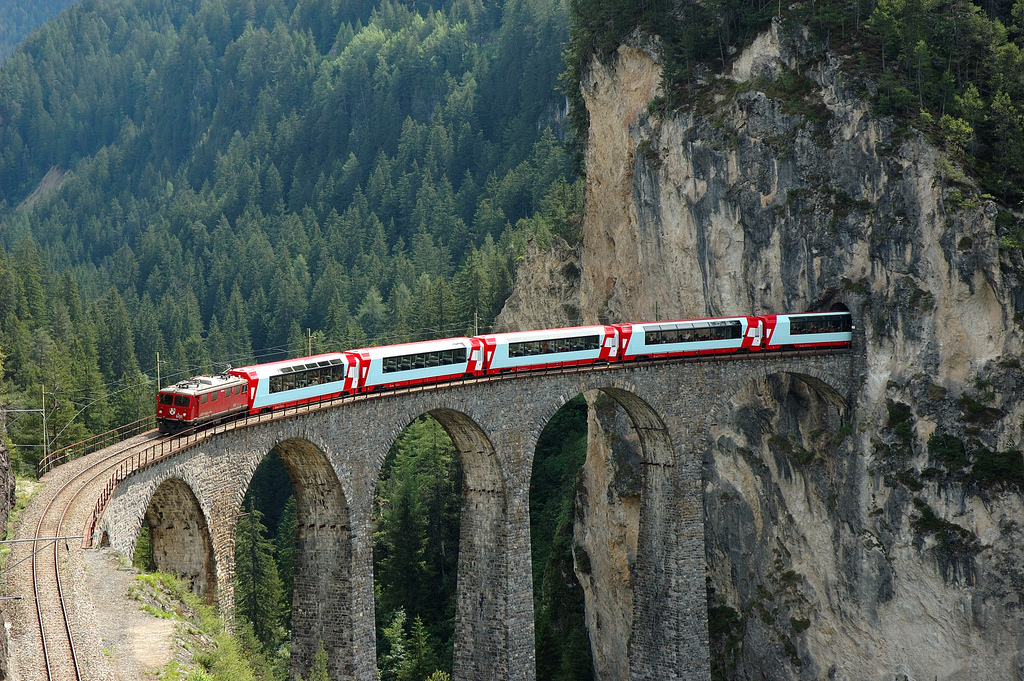
観光列車の例：スイスの氷河急行

#### 貨物列車
貨物列車は、貨物の輸送を行うための列車である。
一般貨物列車
様々な種類の貨物を搭載した雑多な貨車を連結した貨物列車である。発地も着地もばらばらであり、操車場で貨車をつなぎ変えながら目的地へ輸送する。1両の貨車を特定の荷主で占有（貸切）して輸送するものを車扱い（しゃあつかい）、複数の荷主で共有して輸送するものを小口扱いという。
専用貨物列車
専用貨物列車はユニットトレインとも呼ばれ、単一種類の貨物を単一種類の貨車で、決まった発地から着地まで輸送する。一般貨物列車とは異なり、途中で貨車をつなぎ変えることなく直送するため、時間的にも費用的にも有利な方式である。石炭・穀物・セメントなど多くのばら積み貨物がこの方式で輸送されている。
インターモーダル貨物列車
インターモーダル輸送を行う貨物列車で、コンテナ船やトラックなど、異なる貨物輸送手段との間を連絡して貨物を輸送する。貨物を搭載した輸送コンテナ（一般的にISO 668で規格化された海上コンテナ）やトレーラーを貨物列車に搭載する。トレーラーを搭載する場合ピギーバック輸送となる。
また、鉄道車両自体を貨物として輸送する甲種鉄道車両輸送や、大物車を使った特大貨物輸送も貨物列車の一種である。

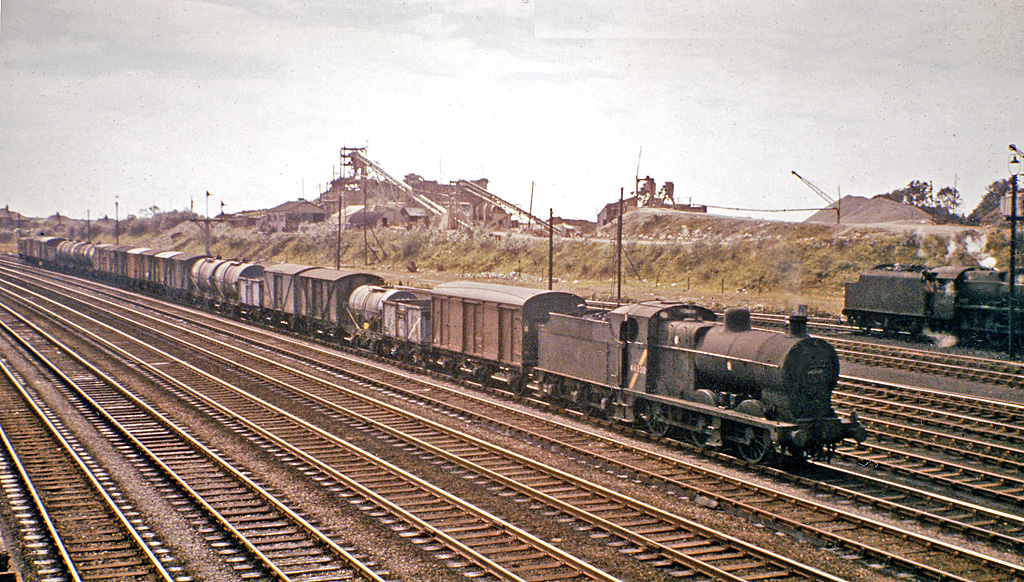
雑多な貨車を連ねた一般貨物列車（イギリス）
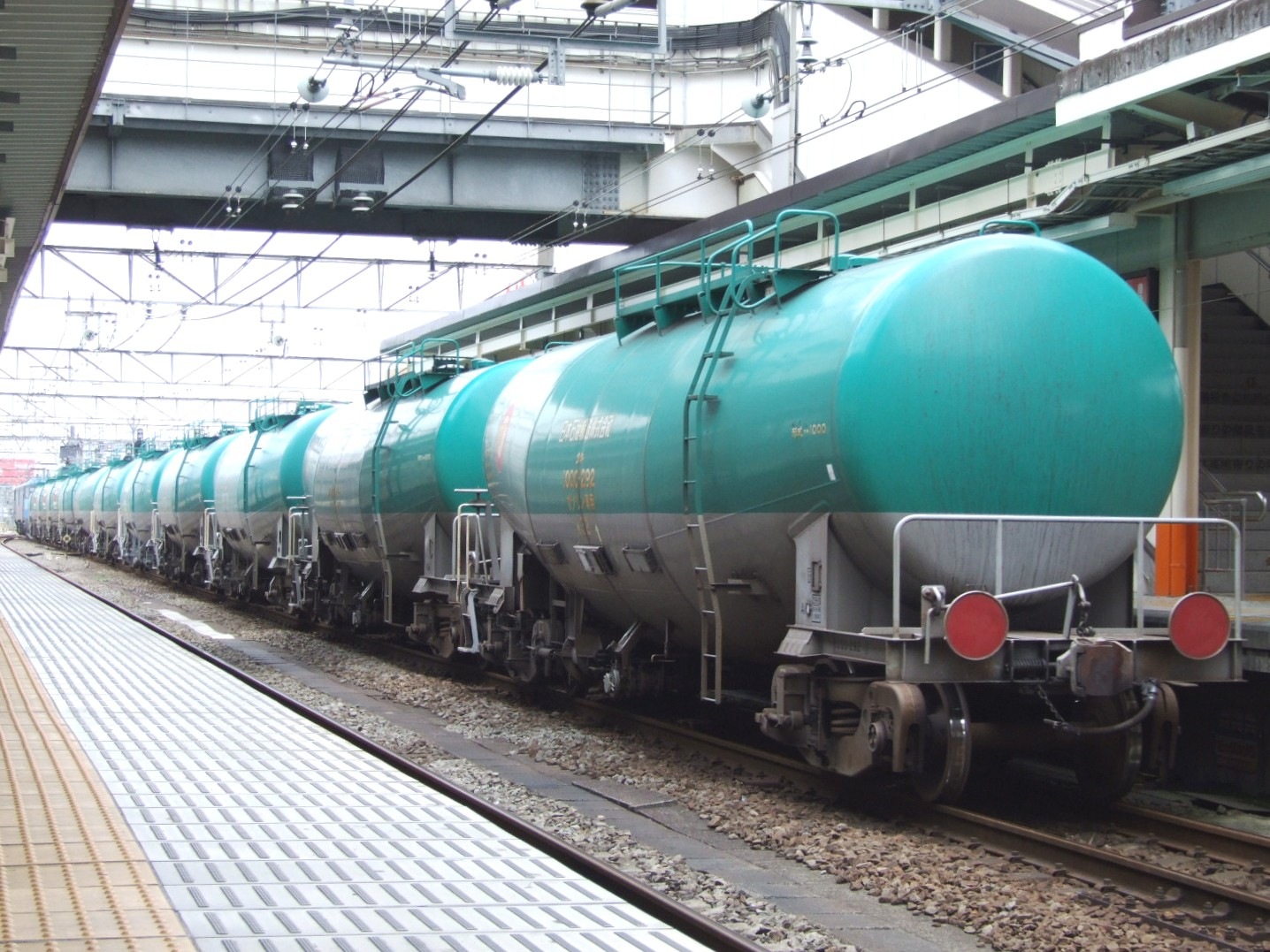
タンク車による石油の専用貨物列車（日本）
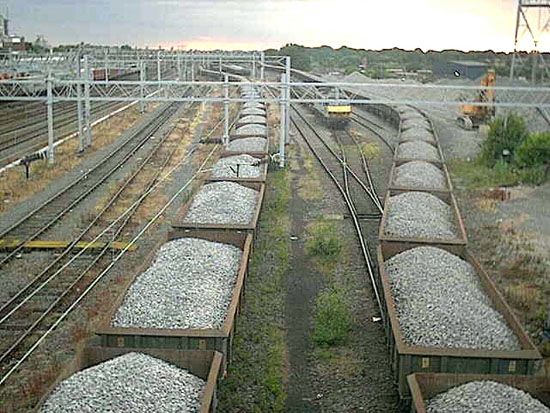
石灰岩を運ぶ鉱石の専用貨物列車（イギリス）
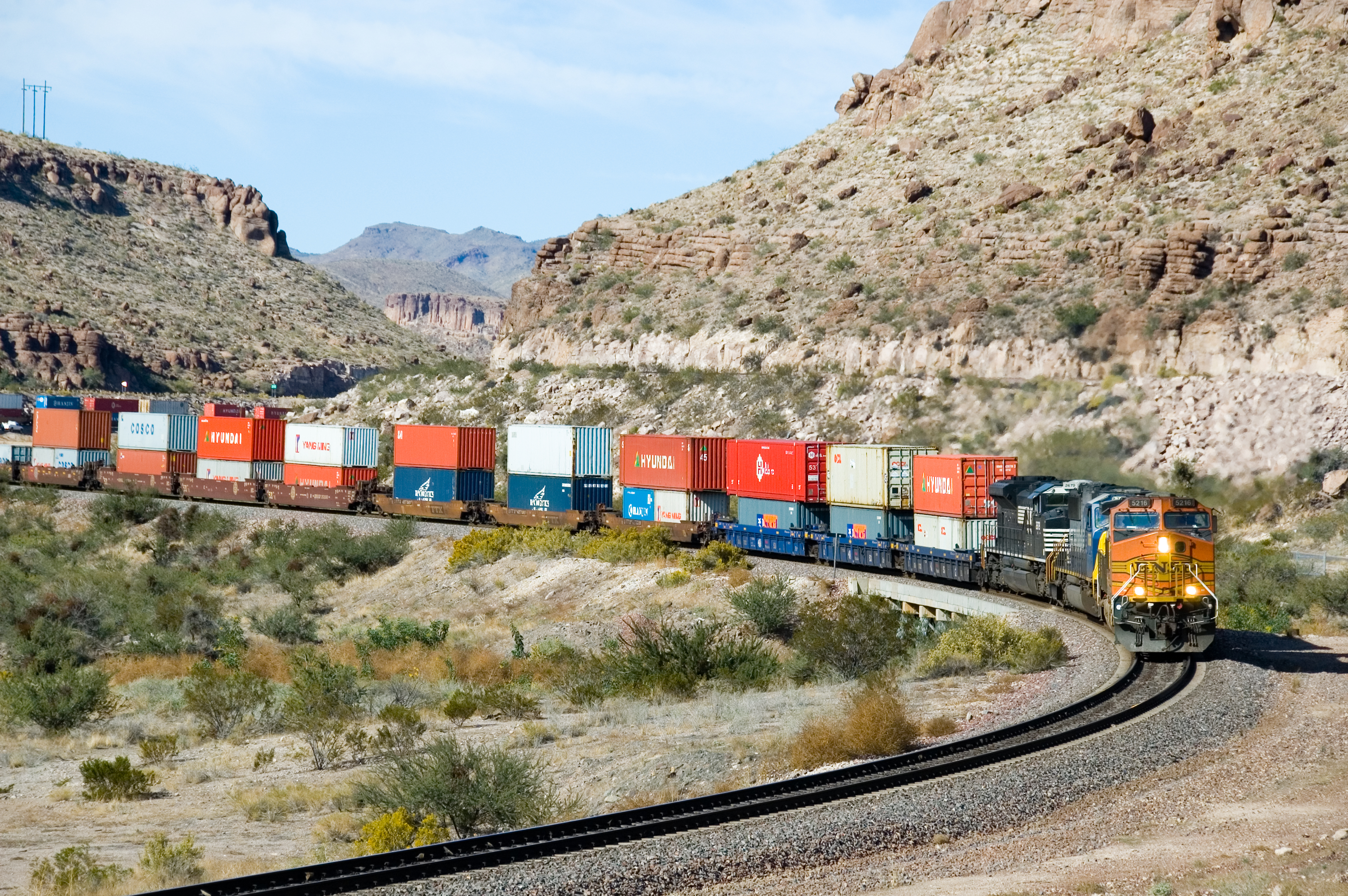
ダブルスタックカーを使って大陸横断鉄道を走るインターモーダル貨物列車（アメリカ）
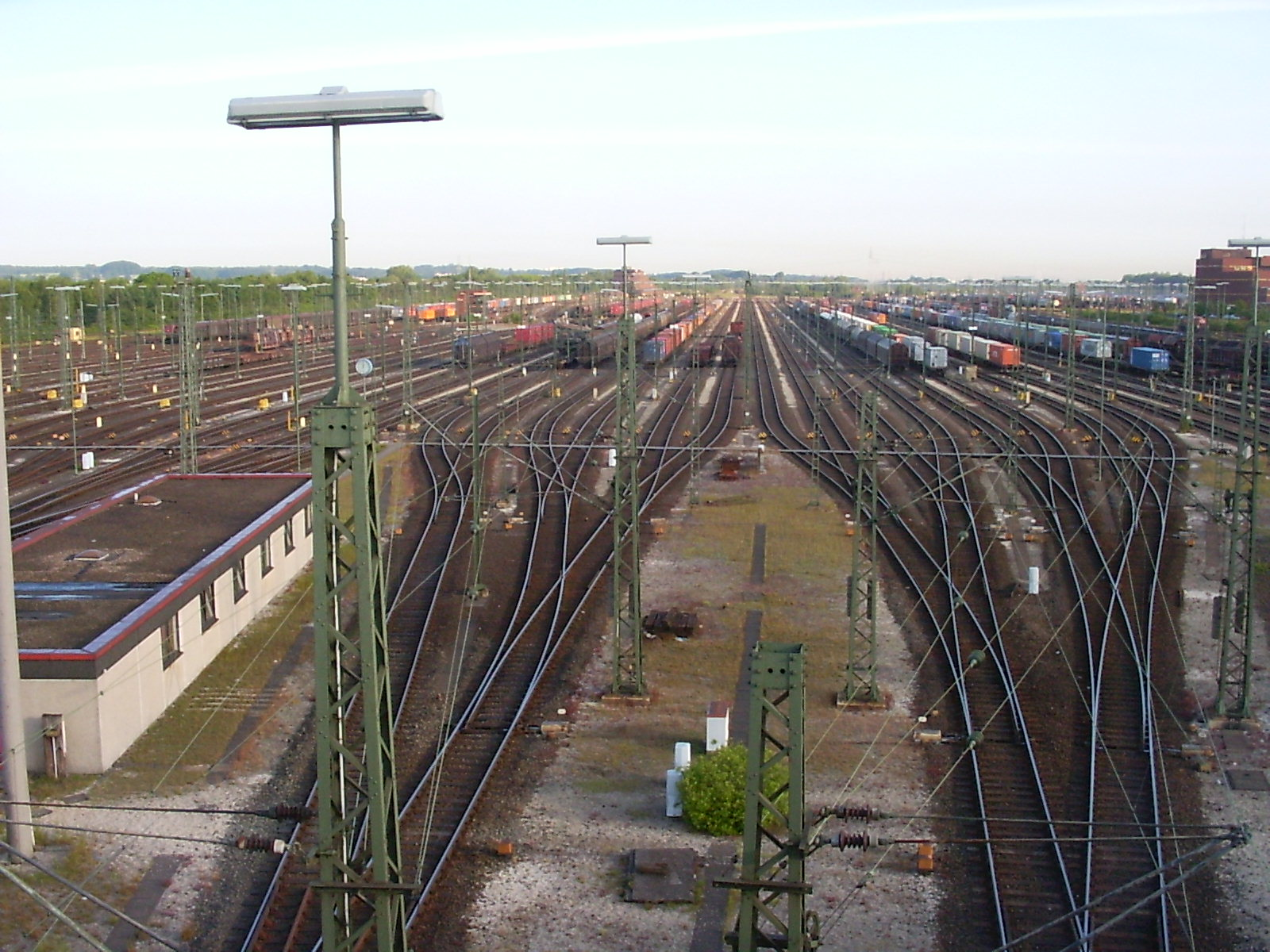
貨物列車の貨車を組み替える操車場（ドイツ）

#### 混合列車

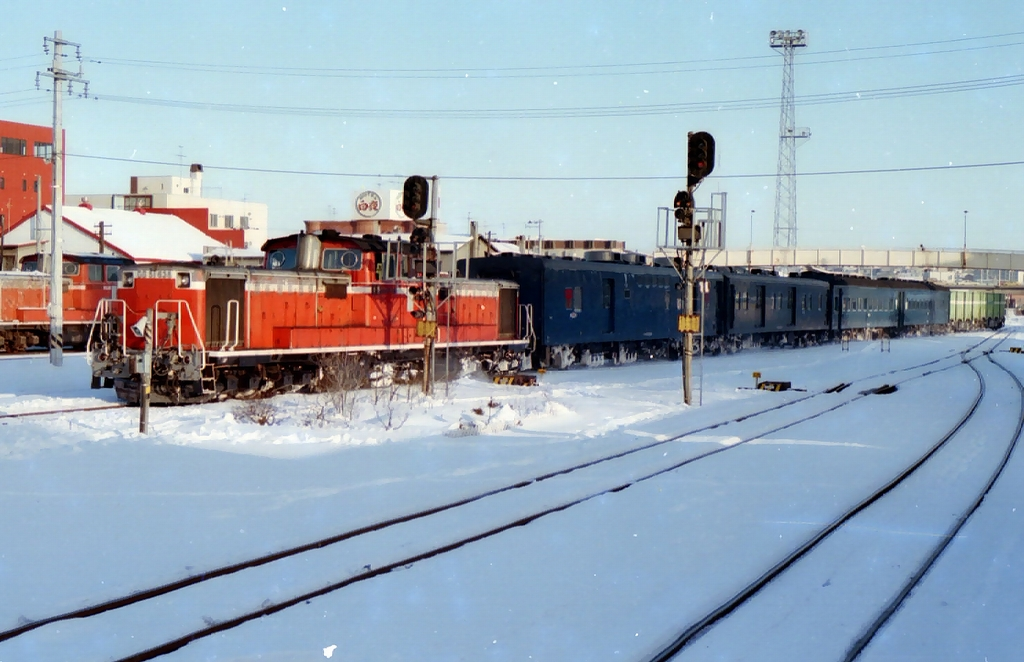
混合列車の例。機関車に近い側に客車が、後ろ側に貨車が連結されている。

客車と貨車を併結した列車を混合列車という。さらに区別して、客車に貨車を併結した列車を混合列車、貨車に客車を併結した列車を準混合列車という。準混合列車は貨物列車としての運行が主体であり、貨車の解結、貨物の積み下ろしに重点が置かれて、旅客扱いは従たるものである。

#### 事業用列車
事業用列車は、鉄道事業のために用いられるが営業列車ではない列車である。一般の旅客貨物を輸送する列車と使命が異なる列車として、特殊列車とも呼ぶ。
工事列車
鉄道の工事用材料を運搬する列車で、軌条・砂利などを運び、停車場以外の場所でも積み下ろしする。
試運転列車
新製車両や修理完了した車両の試験・確認や、線路・橋梁などの状態確認といった目的で運転される列車。
回送列車
車両を車両基地から発駅まで送り込んだり、貨物を降ろした貨車を送り返したり（返空）する目的で運転される列車。回送列車を特殊列車の分類ではなく、旅客列車や貨物列車の分類とする考え方もある。機関車が客車や貨車を連結せずに単独で走ることを特に単行機関車列車、略して単機という。
排雪列車
線路の除雪をするために運転される列車。雪かき車を用いて積雪を排除しながら運転する。近くに適当な雪捨て場がない場合に、貨車に雪を積み込んで河川などの適当な雪捨て場まで運ぶために運転する雪捨列車もある。ラッセル車を用いる排雪列車は列車ダイヤに組み込まれて冬期間は定期的に運転される例が多く、ロータリー車を用いる排雪列車は特殊排雪列車などと呼ばれ、必要に応じて臨時に設定されることが多い。モーターカーを用いた排雪も行われるが、正式には車両ではなく機械としての扱いである。
救援列車
事故や故障が発生した際に、現場に復旧のための資材や要員を送り込んだり、車両を収容したりする目的で運転される列車である。その性格上、列車としての要件に例外が認められており、駅間での後退が認められたり、信号条件にかかわらず1閉塞区間に複数列車の進入が認められたりする。
配給列車
鉄道事業者内部で必要とされる物品を部内各所に配給するために運転される列車である。
お召し列車
お召し列車、ロイヤルトレイン（宮廷列車）といった貴賓を乗せる列車も特殊列車として扱われることがある。日本の場合は、天皇・皇后が乗る列車がお召し列車、皇太子が乗る列車が御乗用列車と呼ばれる。またお召し列車の安全のために、その直前に先行して走らせる列車を指導列車、通称露払い列車と呼ぶ。

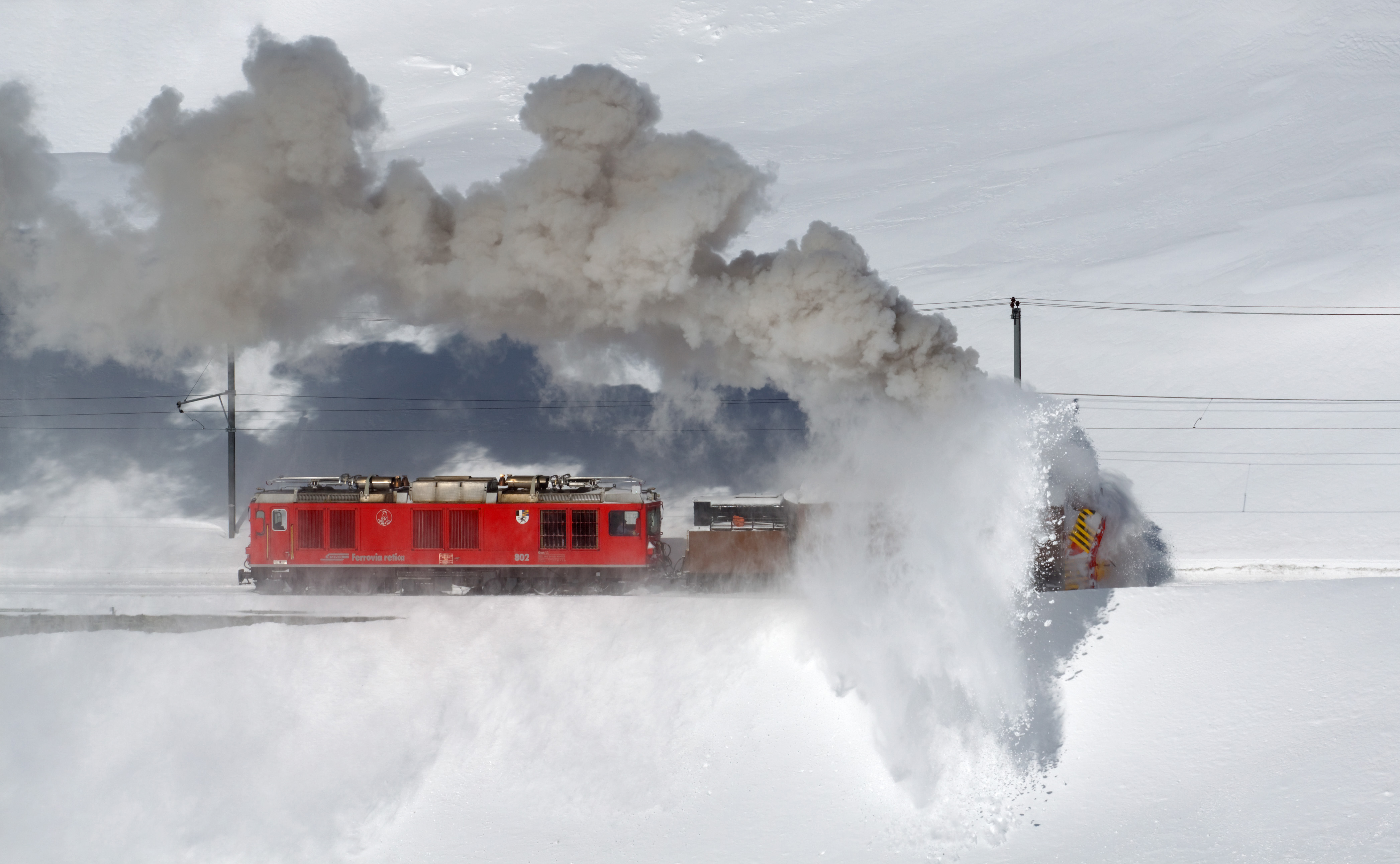
スイス・レーティッシュ鉄道のロータリー雪かき車

### 動力車による分類
列車は動力車の種類により、機関車牽引列車、電車列車、気動車列車などに分類される。異種動力車が併結されている場合はメインとなる動力車が基準となる。機関車牽引列車には、蒸気機関車を使用する蒸機列車、電気機関車を使用する電機列車、内燃機関車を使用する内燃機列車などがある。機関車牽引列車は、特に蒸機列車は、「汽車」とも呼ばれる。

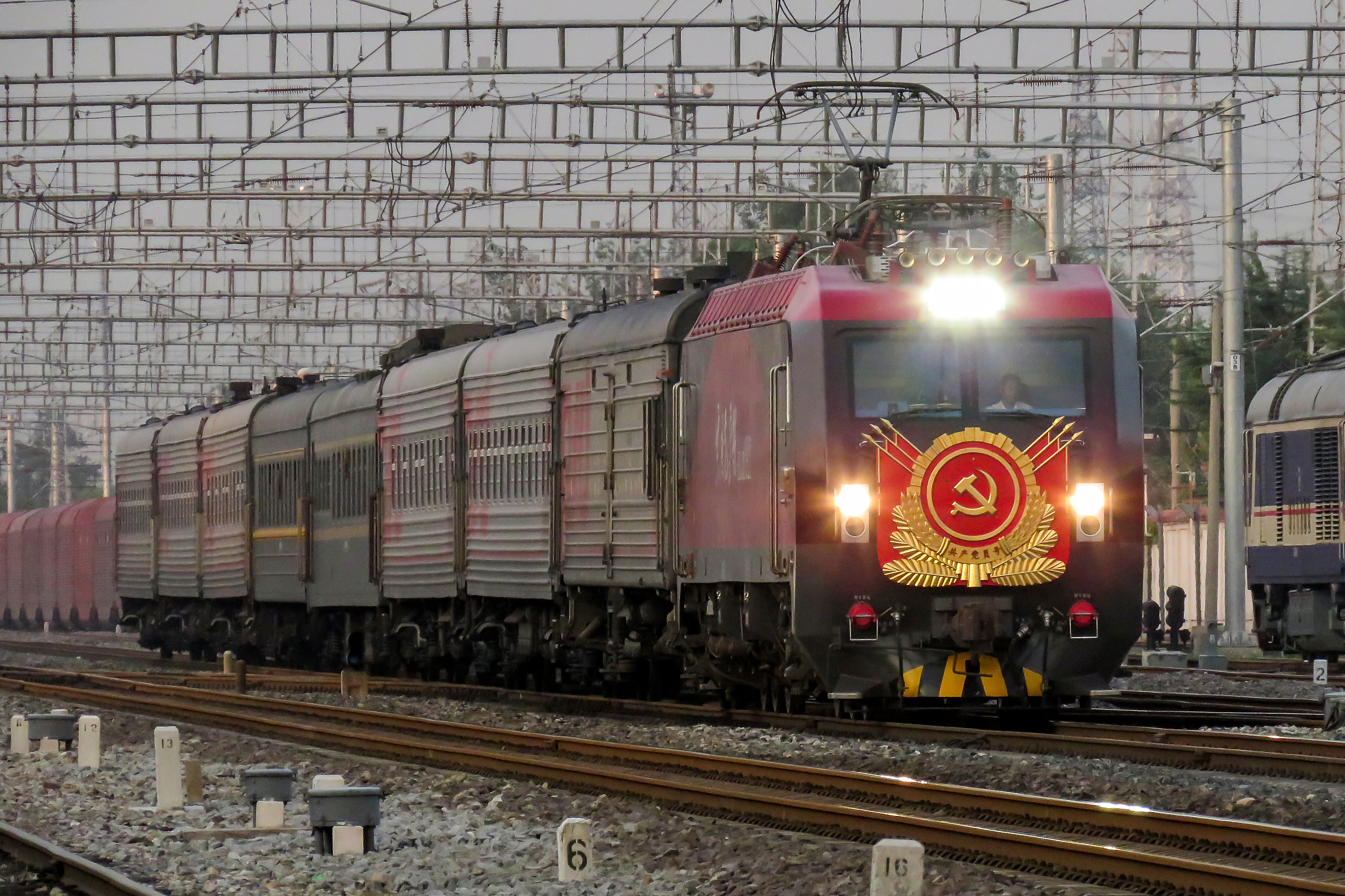
機関車牽引列車の例：ロシア・中国のボストーク
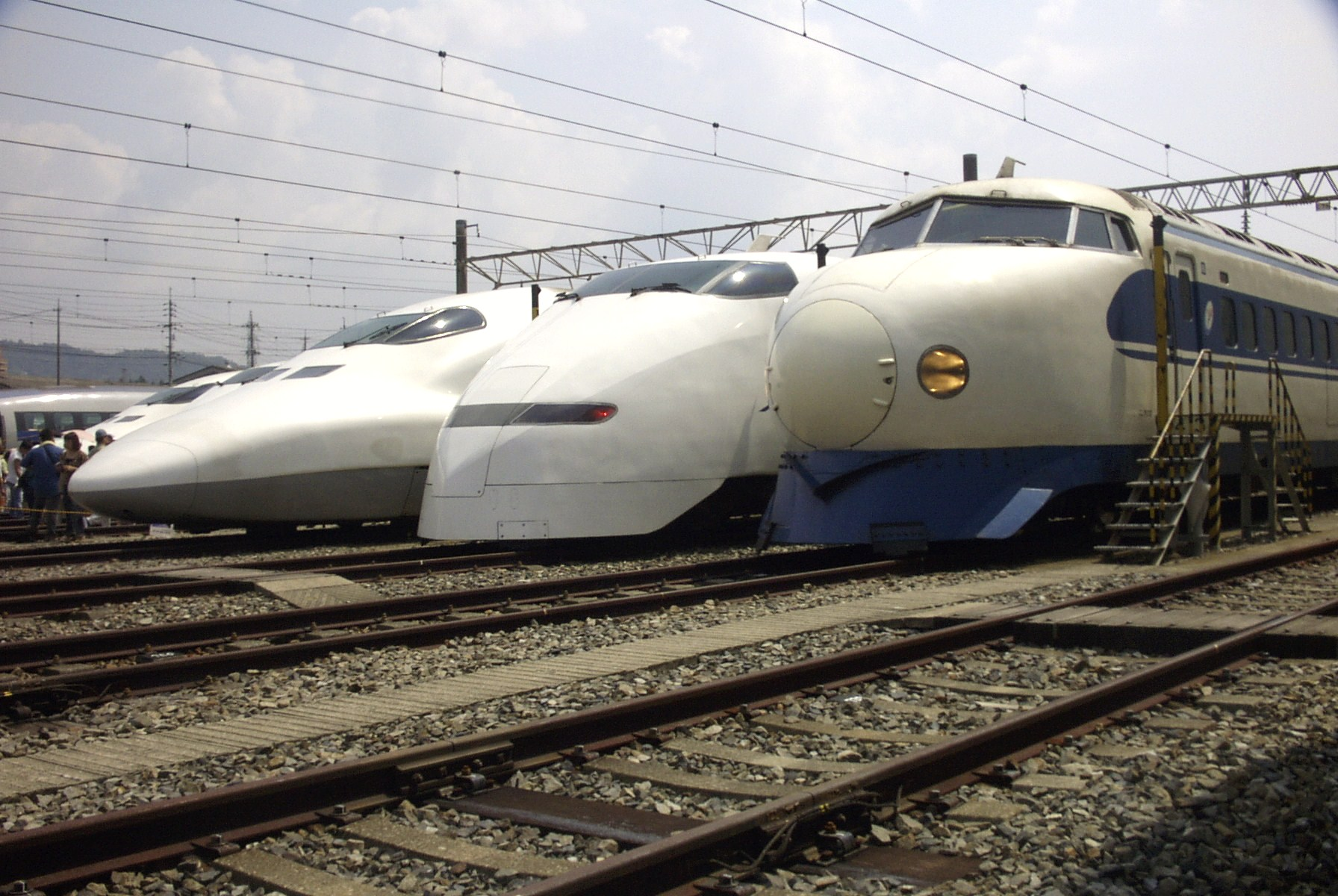
電車列車の例：日本の新幹線
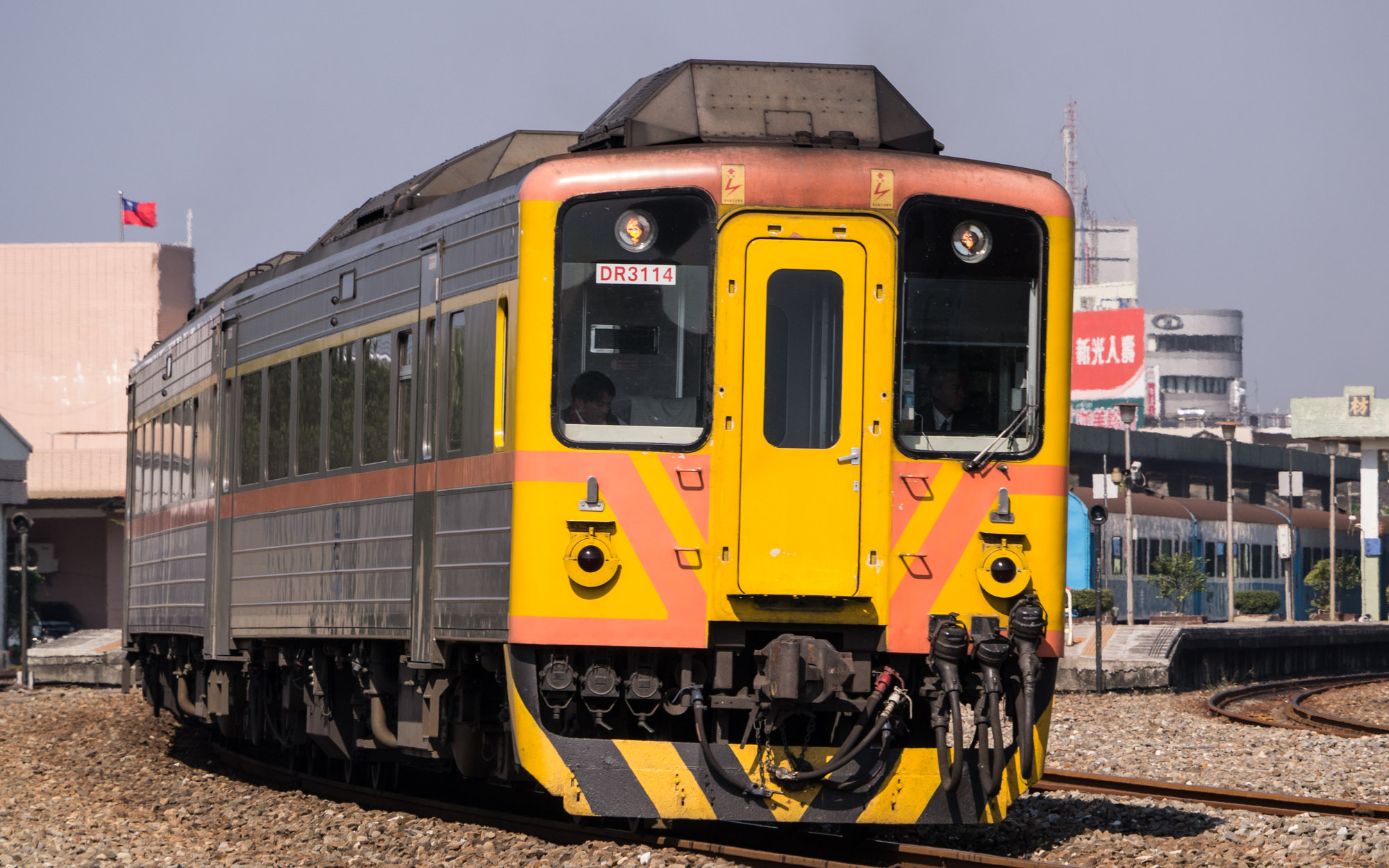
気動車列車の例：台湾の自強号

### 運行時期による分類
定期列車
毎日定期的に運行される列車（ただし曜日により時刻が多少異なる場合を含む）。
季節列車
特定の期間限定して運行される列車。たとえば、夏の多客期や冬のスキーシーズンに合わせて運転されるような列車のことで、季節による輸送需要の変化に対応するためのものである。
臨時列車
特定の日に限定して運行される列車。団体向けの列車（団体専用列車）や年末年始・ゴールデンウィークなどの多客時期に増発する列車、イベントのために設定する列車、鉄道事業者の内部目的で運転される特殊列車（試運転・排雪・救援・工事・配給など）などがある。

### 運行距離による分類
長距離列車
直通列車あるいは直行列車などとも呼び、ある区間の全部を始点から終点まで通しで運転する列車である。
区間列車
比較的短区間を運転するもので、近郊列車、ローカル列車などとも呼ぶ。
小運転列車
区間列車の中でも特に短い区間を運行する列車のことを区別して小運転列車、俗に「ちょん行」と呼ぶ。

### 運転時間帯による分類
昼行列車
昼間有効時間帯に運転される列車であり、始発駅の出発時刻がおおむね5時以降、終着駅の到着時刻がおおむね23時以前程度になるものである。昼行列車は夜行列車に比べると快速性に重きをおき、1日をできるだけ有効に使えるような時刻設定が良いとされる。
夜行列車
おおむね18時以降に始発駅を出発し、おおむね翌朝8時頃までに終着駅に到着するような列車である。主要な大都市相互間の有効時間帯を考慮して設定される。所要時間が長い列車になると、昼間に運転される区間については昼行列車の性格を併せ持つことがある。夜行列車の場合は必ずしも速達性は重視されず、出発地と到着地が適時になることが重視される。所要時間が6時間を超えると、旅客は昼行列車より夜行列車を好む傾向があるとされている。

## 日本での技術的要件
日本の鉄道の運転取り扱いでは、旅客や貨物の輸送に直接鉄道車両を使っている場合と、それ以外の場合を区別している。輸送に直接使われる、停車場間での鉄道車両の運転（移動）を「列車」と呼び、それ以外の鉄道車両の移動を単に「車両」と呼ぶ。輸送の準備や後始末で駅構内や車両基地において行う移動（入換）が車両である。列車として運転する場合には、車両に比べて高度な安全要件を満たすことが要求される。
列車として具備するべき条件は、以下のようなものがある。
運転時刻の設定
旅客や係員への周知のほか、列車相互の安全確保のためにも、あらかじめ時刻を決めて列車を運転する。
編成
計画した時刻通りに列車の運転ができるように、動力車の配置など所定の編成を確保し、その編成長は停車場に停車した際に他の線路を支障しないように、所定の長さに収まるようにする。
ブレーキ
所要のブレーキ力を発揮できるように、貫通ブレーキを装備し、ブレーキ力が作用する車軸が編成全体で一定の割合以上となるようにする。連結した車両が分離した場合でも停止させられるように、何らかの手段で自動的にブレーキが作用するようにしておく。運転に先立ってブレーキテストを行い、正しくブレーキが動作することを確認する。
乗務員
運転士を乗務させる。必要に応じて列車防護などの役割をする他の乗務員を乗務させる。運転に際しては安全かつ円滑に運転できるように、最前部を運転席とする。
標識
所定の運転方向がわかるように、連結した車両の最前部には前部標識を、最後部には後部標識を掲げる。
危険品の扱い
貨物列車において危険品を積載するときには、当該車両の前後に定められた両数の空車または危険のない貨物を搭載した車両を挟む。

## 愛称付き列車

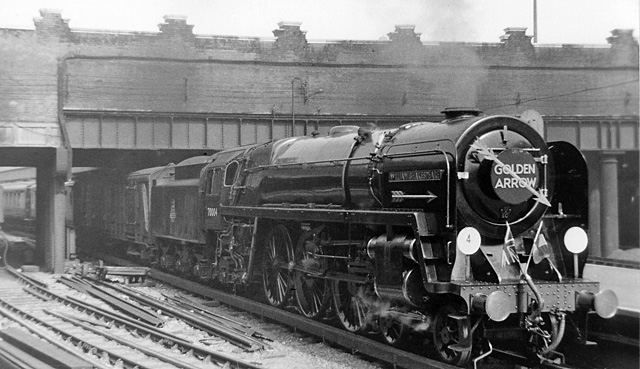
ロンドン・ヴィクトリア駅を出発する「黄金の矢」号。蒸気機関車の前頭部にヘッドマークを掲げている。

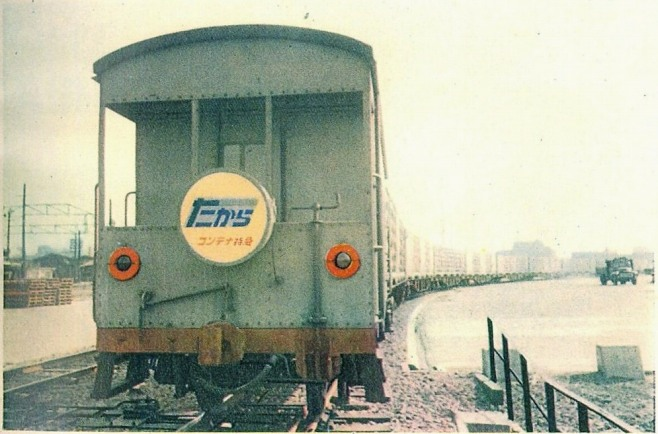
貨物列車に愛称を付けた例。日本国有鉄道のコンテナ特急「たから」。先頭車ではなく、最後尾の車掌車に「たから」と表示されていた。

旅客にアピールする目的で、列車に「黄金の矢」（イギリス・フランス）や「20世紀特急」（アメリカ合衆国）など、列車愛称を付けることがある。そうした愛称付きの列車（ネームド・トレイン named train）には、シンボルマークを描いたヘッドマーク・テールマークを取り付けることがある。
世界で最初に愛称を付けた列車は、1848年にイギリスで運行開始した「アイリッシュ・メール」である。鉄道の普及以前には、駅馬車（ステージコーチ）の中でもっとも速いものに郵便物を載せて運んでおり、そうしたステージコーチを特にメールコーチと呼ぶ慣習があった。そのためにメールが付く名前には速いという印象があったことから、アイルランド行き最速列車をアピールしてアイリッシュ・メールと名付けられた（ただしアイルランドへ直通しているわけではなく、アイルランド行きの船が出る港への列車である）。以降、行き先の地名にメールを付けた愛称がつけられていった。また、競走馬のザフライングダッチマンの名前にちなんでグレート・ウェスタン鉄道が名付けた「フライング・ダッチマン」も人気を博し、「フライング・スコッツマン」など同様にフライングを付けた列車名がイギリス国外を含めて広がっていった。
日本では長らく列車番号のみで列車を識別していたが、昭和初期の不況で輸送力が余剰気味であったことから、列車に愛称を付けて親しんでもらおうという意図で、東京 - 下関間の特急列車2往復に愛称を付けることになり、列車名を一般公募して「富士」「櫻」と名付けて1929年（昭和4年）9月15日のダイヤ改正から時刻表にも掲載されて運行されるようになった。第二次世界大戦中一時的に列車愛称は途絶えるが、戦後復活し、列車の増発とともに愛称は増加していった。同じような運行系統・運行目的の列車を「○○1号・2号」あるいは「第1・第2○○」のように番号付きで区別することも始まり、ヨンサントオ（昭和43年10月1日ダイヤ改正）で同一区間の列車名はできるだけ愛称を統一することや、末尾に1号・2号と付番することで出発順序を区別することなどが決められた。
なお、「とびうお」「たから」など、貨物列車に愛称がつけられた事例もある。